# Sauðafell (kulle i Island, Suðurland, lat 64,40, long -18,70)
Sauðafell är en kulle i republiken Island. Den ligger i regionen Suðurland, 160 km öster om huvudstaden Reykjavík. Toppen på Sauðafell är 773 meter över havet.
Trakten runt Sauðafell är nära nog obefolkad, med mindre än två invånare per kvadratkilometer. Det finns inga samhällen i närheten. Trakten runt Sauðafell består i huvudsak av gräsmarker.